# Invasionen af Khwarezmia
Invasionen af Khwarezmia blev foretaget af mongolerne under ledelse af Djengis Khan. Invasionen var en hævn mod khwarezmiderne for Otrarkatastrofen. Efter invasionen kontrollerede mongolerne Khwarezmia, som tidligere var et selvstændigt imperium. Khwarezmidernes territorium var store dele af Storiran, blandt andet nutidens Usbekistan, Turkmenistan, Afghanistan, Iran og nogle nordlige provinser i Indien. Erobringen af Khwarezmia var det første af tre større mongolske erobringstogter vestpå, som resulterede i mongolernes invasion af Centralasien.

## Baggrund
Efter mongolernes erobring af Naimanerriget i 1205 flyttede fyrsten Kuchlug til Kara-Khitan, hvor han skabte en magtbase. Under ledelse af Djengis Khans søn Jochi og general Jebe erobrede mongolerne Kara-Khitan i år 1218. Kara-Khitai grænsede mod syd op til Khwarezmidernes imperium. Djengis Khan så store fordele i at have en fri handelsrute fra øst til vest og ønskede derfor gode handelsrelationer med khwarezmiderne og deres shah Ala ad-Din Muhammed II. Djengis Khan behandlede Ala ad-Din Muhammed II som en jævnbyrdig og bød ham velkommen med ordene: "du behersker morgensolen og jeg aftensolen".  I 1217 indgik mongolerne en handelsaftale med Ala ad-Din Muhammed II.
I 1218 var Jochi i Kara-Khitan for at afslutte den mongolske invasion og henrette trodsige naimaner. Under jagten på naimanerstyrker, som flygtede mod sydvest, kom de i konflikt med Ala ad-Din Muhammed II, hvilket greb forstyrrende ind i de diplomatiske forbindelser mellem mongolerne og Khwarezmia. Som en følge heraf beordrede den lokale guvernør i Otrar, Gayer Khan, at en mongolsk karavane med handelsfolk og gesandter skulle fængsles på trods af deres diplomatiske status. Siden lod shahen dem henrette. Dette anså Djengis Khan for at være en krigserklæring, og han planlagde derfor en invasion, som fandt sted i begyndelsen af 1219.

## Invasionen
Den militære operation blev ledet af generalerne Jebe og Tsubotai. Djengis Khan fulgte hæren fra mongolernes hovedstad Karakorum og vestpå forbi Dzungariet og ind i Kasakhstan hvor de slog lejr for at træne til det kommende angreb. Styrkerne anslås til at have bestået af mellem 100.000 og 200.000., og alle medbragte to eller tre heste. I år 1219 begav armeen sig sydpå for at erobre den nordlige del af Transoxanien med dets allierede. Mange byer blev udplyndret og befolkningen blev myrdet, bortset fra nogle håndværkere, som kunne være til nytte for hæren.
I efteråret 1219 nåede de mongolske tropper Otrars bymure, hvor guvernøren havde i alt 80.000 soldater til at forsvare byen.. Mongolerne omringede byen, som senere på året faldt i mongolernes hænder efter fem måneders belejring, da en officer åbnede en port i bymuren under et flugtforsøg. Efter at have indtaget byen myrdede mongolerne store dele af befolkningen, men guvernøren Gayer Khan, som forårsagede konflikten, blev taget til fange i foråret 1220. Ifølge en myte blev han henrettet ved at få hældt smeltet sølv i øjne og ører.
Efter erobringen af Otrar delte Djengis Khan sine tropper, hvorefter Jochis tropper fortsatte til Khwarezms nordlige dele og Djengis Khan selv begav sig gennem Kyzyl Kumørkenen og krydsede Syr-Darja, hvor byerne hurtigt overgav sig.
I februar eller marts 1220 nåede Djengis khan Buchara, hvor hans hær blev angrebet af en garnison på 20.000 mand, som dog blev jaget på flugt til Bucharaarken. Denne bys indbyggere åbnede imidlertid byportene for mongolerne, og Djengis Khan samlade overklassen og holdt en tale, hvis ordlyd er dokumenteret. Han lod herefter byen afbrænde.
Efter Buchara begav en del af hæren sig østpå, hvor Ala ad-Din Muhammed II havde grundlagt en ny hovedstad Samarkand, som blev forsvaret af 40.000 til 110.000 soldater og en brigade med 20 elefanter. Samarkand blev erobret og derfor flygtede Ala ad-Din Muhammed II fra Samarkand, jaget af Jebe og Tsubotai gennem Usbekistan, Turkmenistan og Iran , til en ø i det Kaspiske Hav, hvor han døde sent i 1220 eller tidligt 1221. Herefter fulgte en ekstrem massakre med formentlig over 1 million henrettelser, hvorefter næsten hele Khwarezmidernes imperium var faldet sammen. Herat, Neyshabur og Merv blev erobret på blot tre måneder i 1221 under ledelse af Tolui. Slaget om Merv blev også yderst blodigt med mindst 700.000 dræbte.

## Galleri
- Bucharaarkens mure, som Djengis Khan indtog 1220 for at udføre "Guds straf".
- Maleri, der forestiller den mongolske invasion af Khwarezm år 1221.
- Kalyanminareten i Buchara, som var en af få bygninger, som blev skånet af Djengis Khan i 1220.
- Resterne efter Mervs murer hvor et meget stort antal mennesker blev dræbt ved mongolernes invasion i 1221.